# Elfego Baca
Elfego Baca (* 1865 in Socorro, New Mexico; † 1945 in Albuquerque, New Mexico) war ein US-amerikanischer Ordnungshüter, Anwalt und Politiker.
Baca wurde kurz vor Ende des Amerikanischen Bürgerkriegs geboren. Als kleiner Junge zog er mit seiner Familie nach Topeka in Kansas. Als Elfegos Mutter 1880 starb, ging er zusammen mit seinem Vater zurück nach New Mexico.
Francisco Baca wurde in Belen zum Marshal ernannt, wurde jedoch 1882 zu einer langen Gefängnisstrafe verurteilt, nachdem er bei einem Schusswechsel zwei Cowboys getötet hatte. Der siebzehnjährige Elfego war von nun an auf sich alleine gestellt. Er fand in einem Geschäft in seiner Geburtsstadt Socorro eine Anstellung als Arbeiter. Sein Ziel war es jedoch, seinem Vater nachzueifern und ein erstklassiger Ordnungshüter zu werden. Im Alter von 19 Jahren bestellte sich Elfego per Post einen Sheriffstern, besorgte sich ein paar Pistolen und ernannte sich zum Hilfssheriff von Socorro County.

## Das Wunder des Jacals
Am 30. November 1884 verhaftete Elfego Baca in Frisco, heute Reserve, den betrunkenen Cowboy Charles McCarthy, der im Saloon seine Pistole abgefeuert hatte. Baca forderte die Freunde des Mannes, die sich ihm in den Weg gestellt hatten, auf, die Stadt zu verlassen. Als dies nicht geschah, eröffnete er das Feuer, wobei einer der Cowboys durch ein scheuendes Pferd getötet wurde. Am nächsten Morgen übergab Elfego seinen Häftling dem ansässigen Friedensrichter. Als er dessen Haus verlassen wollte, warteten bereits Tom Slaughter, Ranchbesitzer und Chef McCarthys sowie des getöteten Mannes, und 80 Cowboys auf ihn. Als der erste Schuss fiel, versteckte Elfego Baca sich in einem Jacal (eine Art kleinere Hütte) eines Mexikaners. Diese Hütte wurde systematisch von seinen Gegnern unter Beschuss genommen.
In den knapp 36 Stunden der Belagerung wurden fast 4000 Schuss in Richtung Baca abgegeben, dessen Glück es war, dass der Boden des Jacals einen halben Meter ausgehoben war, so dass er sich vor den Kugeln schützen konnte. Auch die Explosion einer Stange Dynamit, die die Hälfte der Hütte zerstörte, überlebte Elfego Baca unverletzt. Der Legende nach soll er sich sogar am Morgen des 2. Dezembers unter dem Jubel der mexikanischen Bevölkerung ein ausgiebiges Frühstück zubereitet haben.
Gegen 18 Uhr wurde Baca, der bis zu diesem Zeitpunkt vier Männer getötet hatte, überredet, die Hütte zu verlassen. Er willigte ein, nachdem ihm Schutz und Unversehrtheit zugesichert worden war.
Im Mai 1885 wurde Elfego Baca wegen zweifachen Mordes angeklagt, jedoch in beiden Fällen freigesprochen. Als Beweismittel diente damals die Eingangstür des Jacals, die 367 Einschusslöcher aufwies.

## Leben als Anwalt, Ordnungshüter und Politiker
1888 wurde Elfego Baca zum Marshal ernannt. Diese Stelle behielt er jedoch lediglich zwei Jahre, da er Rechtswissenschaften studieren wollte. Nach dem erfolgreichen Abschluss des Studiums wurde er 1894 in eine in Socorro ansässige Anwaltskanzlei aufgenommen. Von 1902 bis 1904 war er als Anwalt in El Paso tätig. Baca wurde einer der bekanntesten Anwälte von New Mexico. Er war aber auch als Schuldirektor und Bürgermeister von Socorro tätig. 1912 kandidierte er erfolglos zum Kongressabgeordneten. Von 1913 bis 1916 war er der Repräsentant der mexikanischen Huerta-Regierung, was ihm eine Anklage wegen Verschwörung einhandelte. Den folgenden Prozess gewann er jedoch.
1919 wurde er zum Sheriff von Socorro County ernannt. Als eine seiner ersten Amtshandlungen verschickte er Briefe an die im County lebenden Outlaws. Diese wurden von Baca aufgefordert, sich an einem bestimmten Tag freiwillig in Arrest zu begeben. Falls sie nicht kommen würden, würde er jeden von ihnen sofort erschießen, wenn er sie sähe. Die meisten der angeschriebenen Outlaws folgten Bacas „Bitte“ und gingen freiwillig in Haft.

## Sonstiges
Elfego Baca starb 1945 im Alter von 80 Jahren eines natürlichen Todes in Albuquerque.
Der Autor Leon Metz schrieb in einem seiner Bücher, dass Elfego Baca zu viel trank, zu viel redete, ein arrogantes Auftreten sowie eine Schwäche für Frauen hatte. Allerdings war er laut Metz ebenfalls der beste „peace officer“, den Socorro je hatte.
Baca hat nach eigenen Angaben dreißig wegen Mordes angeklagte Männer verteidigt, von denen lediglich einer ins Zuchthaus wanderte.